# Gnophos aereus
Gnophos aereus là một loài bướm đêm trong họ Geometridae.